# Stahlbergkapelle (Uissigheim)

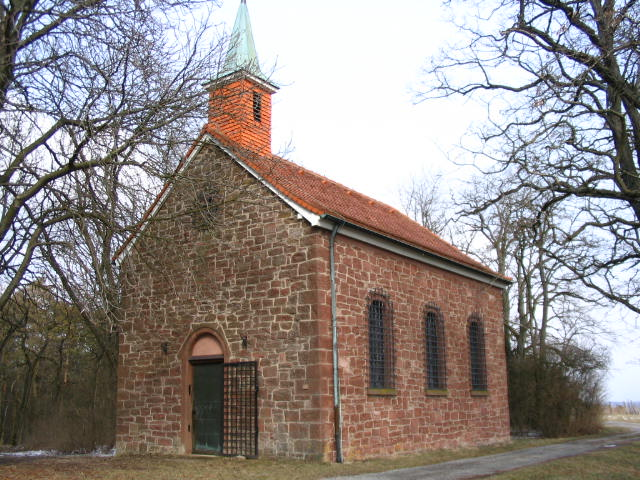
Die Stahlbergkapelle in Uissigheim

Die römisch-katholische Stahlbergkapelle (auch Dreifaltigkeitskapelle) auf dem Stahlberg bei Uissigheim, einem Stadtteil von Külsheim, wurde 1870 erbaut.

## Geschichte
Bereits 1865 wurde auf dem Stahlberg ein hölzernes Kreuz errichtet. Von 1867 bis 1869 wurden dann am oberen Teil des Weges 14 Stationen eines Kreuzweges errichtet.
1870 wurde schließlich eine Kapelle aus rotem Sandstein errichtet. Die Steine wurden von Uissigheimer Bürgern unentgeltlich gebrochen und zur Baustelle transportiert. Finanziert wurde die Kapelle über Spenden. Auch der Bauplatz wurde von einem Uissigheimer Bürger gestiftet. Die Grundsteinlegung der Kapelle erfolgte am 23. Mai 1870.

Blick auf die Stahlbergkapelle um 1910
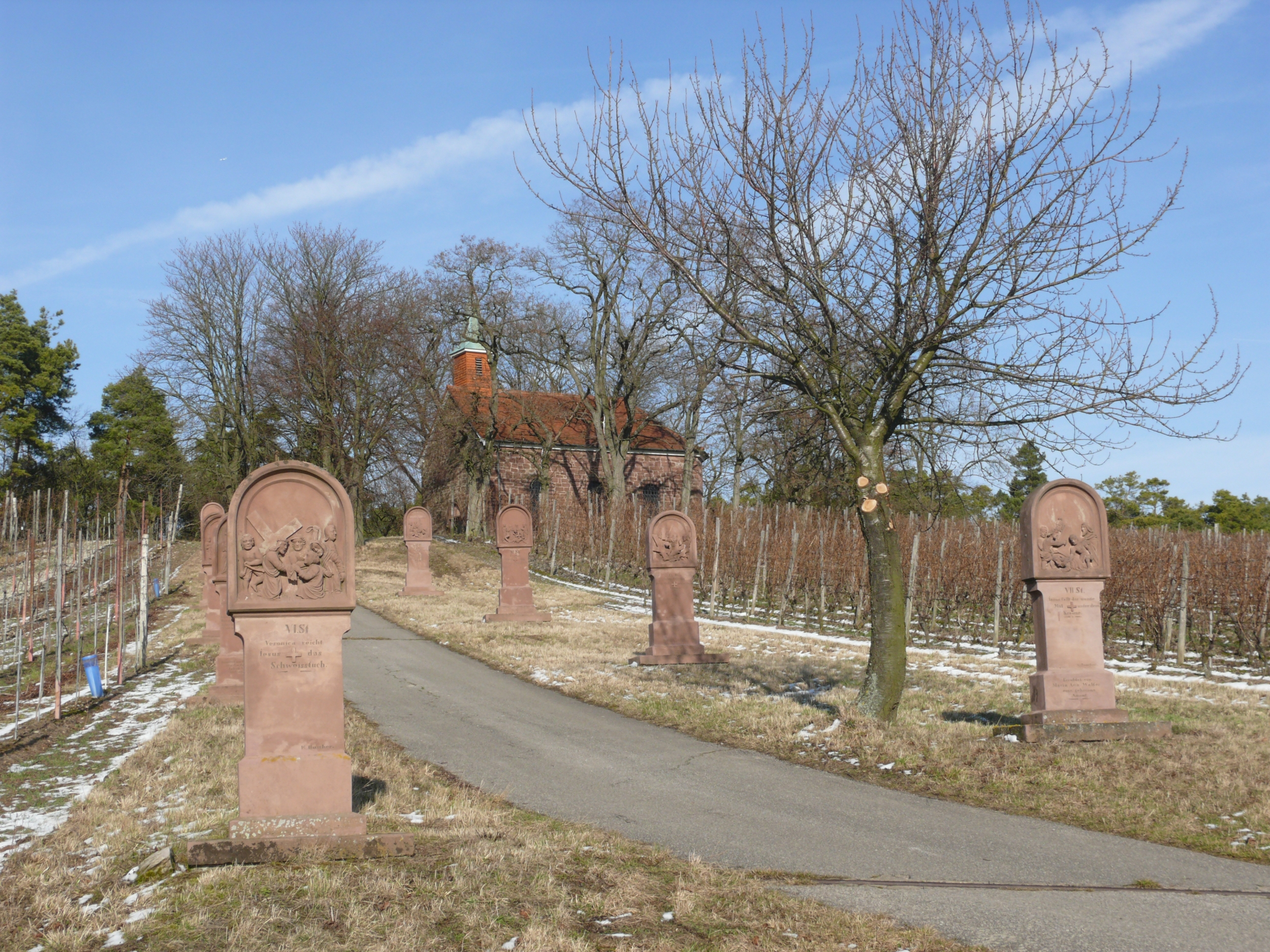
Stahlberg mit Kreuzweg und Kapelle
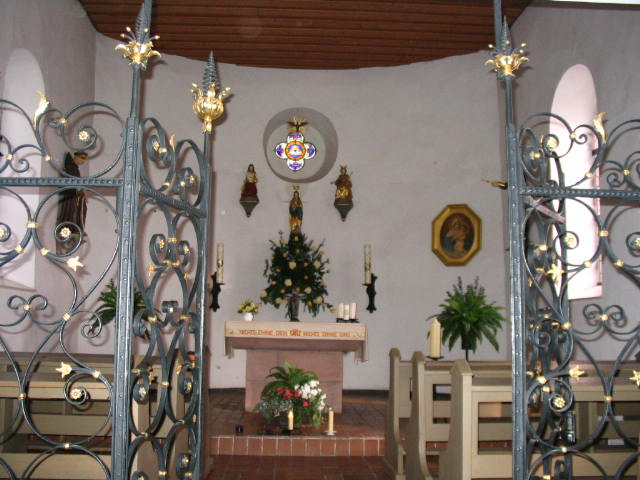
Innenansicht der Stahlbergkapelle

Die Stahlbergkapelle gehört zur Seelsorgeeinheit Külsheim-Bronnbach, die dem Dekanat Tauberbischofsheim des Erzbistums Freiburg zugeordnet ist.